# Euproctis stenosacca
Euproctis stenosacca är en fjärilsart som beskrevs av Collenette 1951. Euproctis stenosacca ingår i släktet Euproctis och familjen tofsspinnare. Inga underarter finns listade i Catalogue of Life.